# Matthieu Chedid
Matthieu Chedid, conhecido por seu nome artístico: -M-, (21 de dezembro de 1971, Boulogne-Billancourt, Hauts-de-Seine), é um cantor, compositor, produtor musical e guitarrista francês. Ele também é um multi-instrumentista em estúdio de gravação.

## Biografia
Matthieu Chedid é filho do cantor francês Louis Chedid, e neto da escritora e poeta francesa de origem líbano-egípcia Andrée Chedid, tendo já lhe escrito canções como Je dis aime. Sua irmã Émilie Chedid (1970) é realizadora, productora e directora de videoclipes e documentários, relacionados com a música. A sua outra irmã Anna Chedid (1987) conhecida como Nach é também cantora.
Matthieu, um talentoso multi-instrumentista, teve um interesse na música desde cedo. Em 1978, aos 6 anos, participou no coral do sucesso de seu pai, a canção T'as beau pas être beau com sua irmã, Émilie. Durante sua adolescência e juventude, ele formou alguns grupos: Tam Tam com Mathieu Boogaerts, Les Bébés fous e Les Poissons rouges.
Sua carreira como músico lhe permitiu de acompanhar outros artistas como : Suprême NTM, Tryo, Sinclair, Billy ze kick, Nina Morato (no Festival Eurovisão da Canção de 1994), Les Charts, Guesch Patti, Gérald de Palmas, Vanessa Paradis, Faudel, Arthur H e Brigitte Fontaine.
Ele já colaborou com vários artistas, sendo os mais recentes Sean Lennon, Vanessa Paradis e Johnny Hallyday.

## -M-
Matthieu Chedid se apresenta e grava sob o nome -M-. Ele criou o personagem -M- para superar a sua timidez no palco e também para distanciar seu trabalho do de seu pai e avó. O pseudônimo vem da inicial de seu nome, mas também porque em francês "M" soa exatamente como a palavra "aime" (amo do verbo "amar"). O personagem -M- é um super-herói da guitarra; reconhecido por suas roupas chamativas e seu cabelo em formato de um M, embora seja de natureza divertida, é um conquistador nato.
Fora da França, Matthieu Chedid é mais conhecido pela canção "Belleville Rendez-vous" do filme As bicicletas de Belleville. A canção concorreu a um Oscar em 2003.
O videoclipe da canção inclui o próprio Matthieu cantando, assim como sua versão animada.

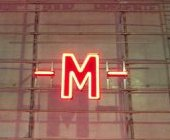
-M- ao Olympia, Paris.

Rumores circularam antes do lançamento do seu álbum Mister Mystère em 2009, que Matthieu pararia de usar o pseudônimo -M- e passaria a usar o seu nome real. No entanto, o álbum foi lançado sob o nome de -M-, mas incluiu fotos suas sem as roupas e o cabelo associados ao personagem -M-. O videoclipe do primeiro single do álbum Le Roi des ombres mostrava Matthieu queimando a imagem de seu alter-ego.

## Premiações
- 2000 : Victoires de la musique
  - Artista masculino do ano
  - Melhor concerto / digressão
- 2005 : Victoires de la musique
  - Artista masculino do ano
  - Álbum pop do ano por Qui de nous deux ?
  - Melhor concerto / digressão Qui de nous deux ?
  - Melhor DVD, Les leçons de musique, dirigido por sua irmã, Émilie Chedid
- 2006 : César e Étoiles d'or du cinéma français
  - melhor música original por Ne Le Dis À Personne, realizado por Guillaume Canet
- 2011: Victoires de la musique
  - Melhor concerto / digressão
- 2012 : Victoires de la musique
  - Videoclipe do ano por La Seine com Vanessa Paradis para o filme de animação Um Monstro em Paris
  - Melhor DVD musical por Les Saisons de passage
- 2014 : Victoires de la musique
  - Melhor concerto / digressão
- 2015 : Abilu Music Award
  - Melhora música electro por Détache Toi, Shen Jing Mo Shao com a cantora chinesa AM444

## Discografia

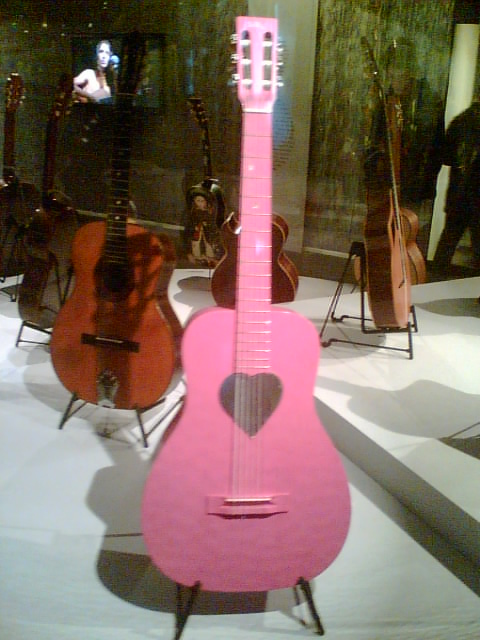
A guitarra com um coração que figura o visual ALYSSON
ALYSSON
do álbum Qui de nous deux ? de -M-.

### Álbuns
Álbuns de estúdio
- 1997: Le Baptême
- 1999: Je dis aime
- 2003: Labo M (instrumental)
- 2003: Qui de nous deux
- 2009: Mister Mystère
- 2012: Îl

Álbuns ao vivo
- 2001: Le tour de -M-
- 2005: -M- au Spectrum
- 2005: En tête à tête
- 2010: Les saisons de passage
- 2013 : Îl(s)

Trilha sonora de filmes e espectáculos
- 2003: Les triplettes de Belleville
- 2006: Ne le dis à personne
- 2006 : Le Soldat Rose (espectáculo)
- 2011: Um Monstro em Paris

### Singles
- 1997 : Le Baptême / La Grosse Bombe
- 1997 : Machistador
- 1999 : Je dis aime
- 1999 : Onde sensuelle
- 2000 : Le Complexe du corn-flakes
- 2001 : Bonoboo
- 2002 : En piste, titre écrit par Andrée Chedid au bénéfice de Clowns sans frontière
- 2003 : Qui de nous deux
- 2003 : À tes souhaits
- 2003 : La Bonne Étoile
- 2003 : Ma mélodie
- 2005 : En tête à tête (live)
- 2005 : Mama Sam (live)
- 2007 : L'Éclipse (avec Sean Lennon)
- 2008 : Les Piles (en live avec Vanessa Paradis)
- 2009 : Le Roi des ombres
- 2009 : Est-ce que c'est ça ?
- 2010 : Amssétou
- 2010 : Mister Mystère (live)
- 2011 : Madame rêve sur Tels Alain Bashung
- 2011 : La Seine (com Vanessa Paradis, BO do filme Um monstro em Paris)
- 2012 : Mojo
- 2013 : Océan
- 2013 : Baïa
- 2013 : Faites-moi souffrir
- 2014 : Détache Toi / Shen Jing Mo Shao (sorti exclusivement en Chine, avec le duo AM444)
- 2015 : Comme un seul homme (hommage à Charlie Hebdo)
- 2015 : F.O.R.T sur Louis, Matthieu, Joseph et Anna Chedid
- 2016 : Bal de Bamako (feat.Toumani & Sidiki Diabaté, Fatoumata Diawara et Oxmo Puccino)

### Outras aparições
- 2016 : Vole (single de caridade com Carla Bruni, Nolwenn Leroy, Laurent Voulzy...)